# 金属狂热团
《金属狂热团》是中国漫画家童亦名画的中国漫画，漫画讲述了在一场流星雨里，一部分人的DNA发生变异，获得了能用意念力控制金属变形的能力，主角神宇浩就是其中一个。在《漫画世界》连载。